# Coelogyne cuprea
Coelogyne cuprea är en orkidéart som beskrevs av Hermann Wendland och Friedrich Fritz Wilhelm Ludwig Kraenzlin.
Coelogyne cuprea ingår i släktet Coelogyne och familjen orkidéer.

## Underarter
Arten delas in i följande underarter:
- Coelogyne cuprea cuprea
- Coelogyne cuprea planiscapa

## Bildgalleri

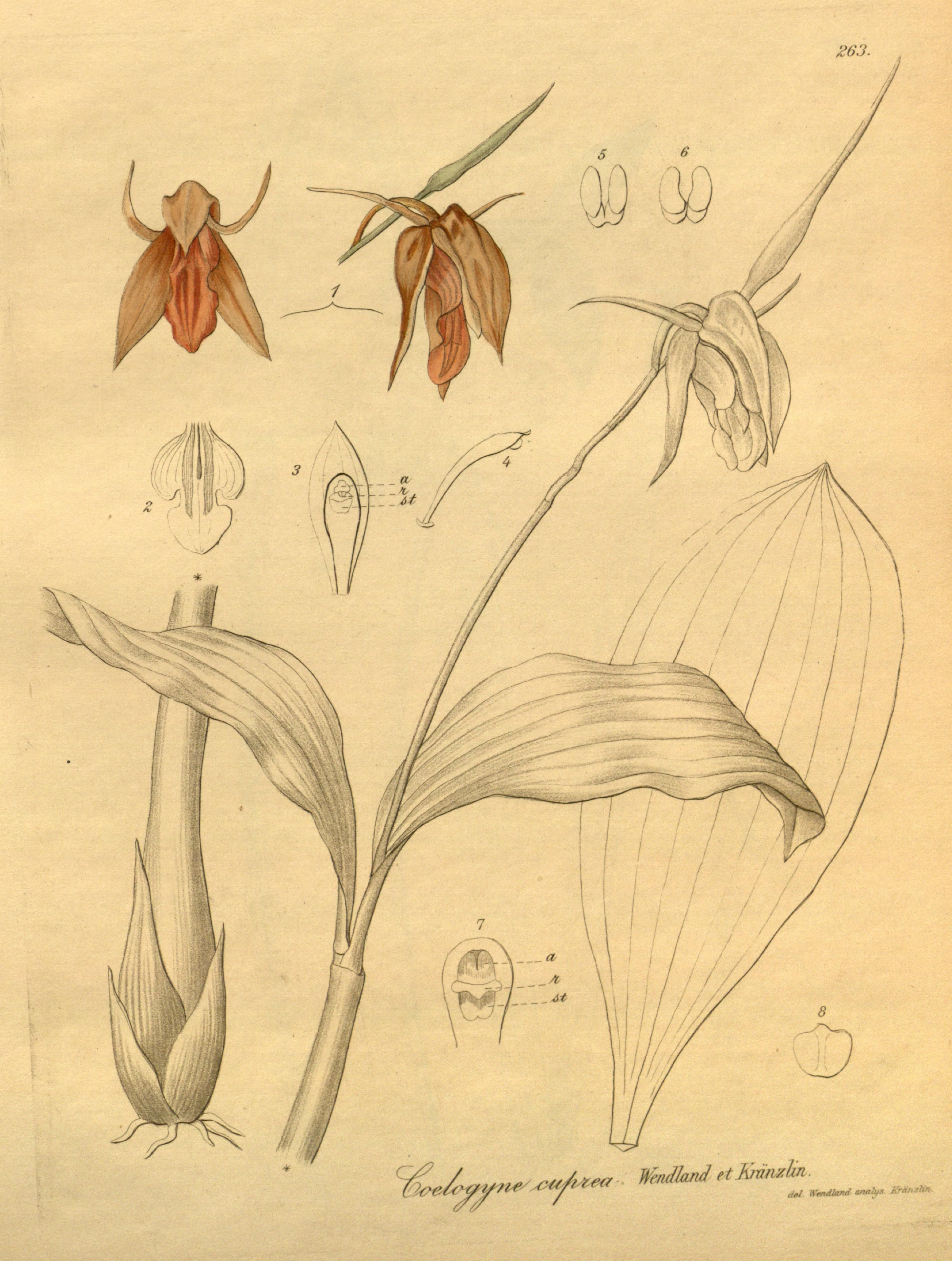